# Slowaaks voetbalelftal in 1999
Het Slowaaks voetbalelftal speelde veertien interlands in het jaar 1999, waaronder zeven duels in de kwalificatiereeks voor het EK voetbal 2000 in België en Nederland. De selectie stond onder leiding van bondscoach Jozef Adamec, de opvolger van de eind 1998 weggestuurde Jozef Jankech. Op de in 1993 geïntroduceerde FIFA-wereldranglijst steeg Slowakije in 1999 van de 24ste (januari 1999) naar de 21ste plaats (december 1999).

## Balans
| Wedstrijden | Wedstrijden | Wedstrijden | Wedstrijden | Doelpunten | Doelpunten | Doelpunten | Punten |
| Gespeeld    | Winst       | Gelijk      | Verlies     | Voor       | Tegen      | Saldo      | Punten |
| ----------- | ----------- | ----------- | ----------- | ---------- | ---------- | ---------- | ------ |
| 14          | 6           | 2           | 6           | 10         | 15         | –5         | 1.000  |

## Interlands
|                                                   |                                  |       |           |                                                                                         |
| 3 maart Vriendschappelijk № 68 «onderlinge duels» | Bulgarije                        | 2 – 0 | Slowakije | Beroe Stadion, Stara Zagora Toeschouwers: 33.000 Scheidsrechter: Miroslav Radoman (YUG) |
| 3 maart Vriendschappelijk № 68 «onderlinge duels» | Ilian Iliev 21' Hristo Yovov 41' |       |           | Beroe Stadion, Stara Zagora Toeschouwers: 33.000 Scheidsrechter: Miroslav Radoman (YUG) |

|                                                  |          |       |           |                                                                                      |
| 27 maart EK-kwalificatie № 69 «onderlinge duels» | Roemenië | 0 – 0 | Slowakije | Stadionul Steaua, Boekarest Toeschouwers: 15.000 Scheidsrechter: Graham Barber (ENG) |
| 27 maart EK-kwalificatie № 69 «onderlinge duels» |          |       |           | Stadionul Steaua, Boekarest Toeschouwers: 15.000 Scheidsrechter: Graham Barber (ENG) |

|                                                  |           |       |           |                                                                                    |
| 31 maart EK-kwalificatie № 70 «onderlinge duels» | Slowakije | 0 – 0 | Hongarije | Tehelné pole, Bratislava Toeschouwers: 19.452 Scheidsrechter: Claude Colombo (FRA) |
| 31 maart EK-kwalificatie № 70 «onderlinge duels» |           |       |           | Tehelné pole, Bratislava Toeschouwers: 19.452 Scheidsrechter: Claude Colombo (FRA) |

|                                                  |                                     |       |           |                                                                                                |
| 19 mei Vriendschappelijk № 71 «onderlinge duels» | Slowakije                           | 2 – 0 | Bulgarije | Kerametal Stadion, Dubnica nad Váhom Toeschouwers: 6.600 Scheidsrechter: Hartmut Strampe (GER) |
| 19 mei Vriendschappelijk № 71 «onderlinge duels» | Milan Timko 9' Róbert Tomaschek 89' |       |           | Kerametal Stadion, Dubnica nad Váhom Toeschouwers: 6.600 Scheidsrechter: Hartmut Strampe (GER) |

|                                                |                  |       |           |                                                                                            |
| 5 juni EK-kwalificatie № 72 «onderlinge duels» | Portugal         | 1 – 0 | Slowakije | Estádio José Alvalade, Lissabon Toeschouwers: 20.300 Scheidsrechter: Claus Bo Larsen (DEN) |
| 5 juni EK-kwalificatie № 72 «onderlinge duels» | Nuno Capucho 64' |       |           | Estádio José Alvalade, Lissabon Toeschouwers: 20.300 Scheidsrechter: Claus Bo Larsen (DEN) |

|                                                |           |                  |           |                                                                                    |
| 9 juni EK-kwalificatie № 73 «onderlinge duels» | Hongarije | 0 – 1            | Slowakije | Rába ETO Stadion, Győr Toeschouwers: 18.300 Scheidsrechter: Manuel Díaz Vega (ESP) |
| 9 juni EK-kwalificatie № 73 «onderlinge duels» |           | 52' Martin Fabuš |           | Rába ETO Stadion, Győr Toeschouwers: 18.300 Scheidsrechter: Manuel Díaz Vega (ESP) |

|                                                       |                  |       |        |                                                                                     |
| 18 augustus Vriendschappelijk № 74 «onderlinge duels» | Slowakije        | 1 – 0 | Israël | Štadión Pasienky, Bratislava Toeschouwers: 2.368 Scheidsrechter: Anton Getsov (BUL) |
| 18 augustus Vriendschappelijk № 74 «onderlinge duels» | Martin Fabuš 80' |       |        | Štadión Pasienky, Bratislava Toeschouwers: 2.368 Scheidsrechter: Anton Getsov (BUL) |

|                                                     |                            |       |                                                                                               |                                                                                    |
| 4 september EK-kwalificatie № 75 «onderlinge duels» | Slowakije                  | 1 – 5 | Roemenië                                                                                      | Tehelné pole, Bratislava Toeschouwers: 8.143 Scheidsrechter: Graziano Cesari (ITA) |
| 4 september EK-kwalificatie № 75 «onderlinge duels» | Vladimír Labant 22' (pen.) |       | 6' Adrian Ilie 30' Gheorghe Hagi 66' Liviu Ciobotariu 88' Viorel Moldovan 90' Viorel Moldovan | Tehelné pole, Bratislava Toeschouwers: 8.143 Scheidsrechter: Graziano Cesari (ITA) |

|                                                     |                                       |       |               |                                                                                                 |
| 8 september EK-kwalificatie № 76 «onderlinge duels» | Slowakije                             | 2 – 0 | Liechtenstein | Kerametal Stadion, Dubnica nad Váhom Toeschouwers: 3.052 Scheidsrechter: Andreas Georgiou (CYP) |
| 8 september EK-kwalificatie № 76 «onderlinge duels» | Szilárd Németh 4' Miroslav Karhan 55' |       |               | Kerametal Stadion, Dubnica nad Váhom Toeschouwers: 3.052 Scheidsrechter: Andreas Georgiou (CYP) |

|                                                   |              |                     |           |                                                                                          |
| 9 oktober EK-kwalificatie № 77 «onderlinge duels» | Azerbeidzjan | 0 – 1               | Slowakije | Tofikh Bakhramov Stadion, Bakoe Toeschouwers: 6.000 Scheidsrechter: Kyros Vassaras (GRE) |
| 9 oktober EK-kwalificatie № 77 «onderlinge duels» |              | 70' Vladimír Labant |           | Tofikh Bakhramov Stadion, Bakoe Toeschouwers: 6.000 Scheidsrechter: Kyros Vassaras (GRE) |

|                                                       |                                          |       |                     |                                                                                  |
| 17 november Vriendschappelijk № 78 «onderlinge duels» | Peru                                     | 2 – 1 | Slowakije           | Estadio Nacional, Lima Toeschouwers: 29.809 Scheidsrechter: Eduardo Gamboa (CHL) |
| 17 november Vriendschappelijk № 78 «onderlinge duels» | Roberto Palacios 22' Nolberto Solano 37' |       | 21' Vladimír Kožuch | Estadio Nacional, Lima Toeschouwers: 29.809 Scheidsrechter: Eduardo Gamboa (CHL) |

|                                                       |                            |       |           |                                                                                 |
| 19 november Vriendschappelijk № 79 «onderlinge duels» | Colombia                   | 1 – 0 | Slowakije | Estadio El Campín, Bogota Toeschouwers: 35.000 Scheidsrechter: Óscar Ruiz (COL) |
| 19 november Vriendschappelijk № 79 «onderlinge duels» | Stanislav Varga 66' (e.d.) |       |           | Estadio El Campín, Bogota Toeschouwers: 35.000 Scheidsrechter: Óscar Ruiz (COL) |

|                                                       |           |                     |           |                                                                                              |
| 24 november Vriendschappelijk № 80 «onderlinge duels» | Guatemala | 0 – 1               | Slowakije | Estadio Mateo Flores, Guatemala-Stad Toeschouwers: 3.000 Scheidsrechter: Hugo Castillo (GUA) |
| 24 november Vriendschappelijk № 80 «onderlinge duels» |           | 75' Jaroslav Hrabal |           | Estadio Mateo Flores, Guatemala-Stad Toeschouwers: 3.000 Scheidsrechter: Hugo Castillo (GUA) |

|                                                       |                                                                                        |       |           |                                                                                                  |
| 25 november Vriendschappelijk № 81 «onderlinge duels» | Costa Rica                                                                             | 4 – 0 | Slowakije | Estadio Alejandro Morera Soto, Alajuela Toeschouwers: 3.000 Scheidsrechter: William Mattus (CRC) |
| 25 november Vriendschappelijk № 81 «onderlinge duels» | Wálter Centeno 28' Jéwisson Bennett 46' Ondrej Šmelko 72' (e.d.) Luis Diego Arnáez 79' |       |           | Estadio Alejandro Morera Soto, Alajuela Toeschouwers: 3.000 Scheidsrechter: William Mattus (CRC) |

## FIFA-wereldranglijst
| JAN | FEB | MAR | APR | MEI | JUN | JUL | AUG | SEP | OKT | NOV | DEC |
| --- | --- | --- | --- | --- | --- | --- | --- | --- | --- | --- | --- |
| 24  | 24  | 25  | 26  | 25  | 20  | 23  | 24  | 22  | 21  | 20  | 21  |

## Statistieken
| Miroslav König     | 1972-06-01 | Grasshopper Zürich  | 9  | 0 | 0 | 16 | 0  |
| Kamil Susko        | 1974-11-06 | Spartak Trnava      | 5  | 2 | 0 | 7  | 0  |
| Verdediging        |            |                     |    |   |   |    |    |
| Stanislav Varga    | 1972-10-08 | Slovan Bratislava   | 12 | 0 | 0 | 23 | 0  |
| Roman Kratochvíl   | 1974-06-24 | Inter Bratislava    | 8  | 1 | 0 | 9  | 0  |
| Vladimir Labant    | 1974-06-08 | Sparta Praag        | 8  | 0 | 2 | 8  | 2  |
| Jozef Valachovič   | 1975-07-12 | Ozeta Dukla Trencin | 7  | 2 | 0 | 9  | 0  |
| Tibor Zátek        | 1971-06-14 | 1. FC Košice        | 6  | 0 | 0 | 10 | 0  |
| Jaroslav Hrabal    | 1974-09-08 | Spartak Trnava      | 5  | 2 | 1 | 7  | 1  |
| Milan Timko        | 1972-11-28 | Slovan Bratislava   | 5  | 0 | 1 | 11 | 1  |
| Igor Bališ         | 1970-01-05 | Spartak Trnava      | 4  | 0 | 0 | 30 | 0  |
| Marián Zeman       | 1974-07-07 | Grasshopper Zürich  | 3  | 2 | 0 | 24 | 2  |
| Martin Konecný     | 1972-12-25 | Ozeta Dukla Trencin | 3  | 1 | 0 | 6  | 0  |
| Vladimír Leitner   | 1974-06-28 | Spartak Trnava      | 3  | 1 | 0 | 5  | 0  |
| Karol Schulz       | 1974-06-18 | Artmedia Petržalka  | 2  | 2 | 0 | 4  | 0  |
| Ondrej Smelko      | 1967-09-01 | Ozeta Dukla Trencin | 2  | 1 | 0 | 3  | 0  |
| Marián Suchancok   | 1971-07-13 | Inter Bratislava    | 1  | 2 | 0 | 3  | 0  |
| Frantisek Hadviger | 1976-07-13 | ZTS Dubnica         | 1  | 0 | 0 | 1  | 0  |
| Ivan Kozák         | 1970-06-18 | KSC Lokeren         | 1  | 0 | 0 | 32 | 0  |
| Marek Spilar       | 1975-02-11 | 1. FC Košice        | 1  | 0 | 0 | 24 | 0  |
| Marián Dirnbach    | 1979-09-13 | FC Nitra            | 0  | 3 | 0 | 3  | 0  |
| Middenveld         |            |                     |    |   |   |    |    |
| Miroslav Karhan    | 1976-06-21 | Real Betis Sevilla  | 9  | 0 | 1 | 30 | 1  |
| Vladimír Janočko   | 1976-12-02 | Skoda Xanthi        | 6  | 1 | 0 | 7  | 0  |
| Róbert Tomaschek   | 1972-08-25 | Heart of Midlothian | 6  | 0 | 1 | 42 | 3  |
| Marek Ujlaky       | 1974-03-26 | Spartak Trnava      | 5  | 3 | 0 | 30 | 2  |
| Attila Pinte       | 1971-06-06 | Inter Bratislava    | 5  | 2 | 0 | 12 | 0  |
| Peter Nemeth       | 1972-09-14 | Inter Bratislava    | 4  | 2 | 0 | 6  | 0  |
| Peter Dubovský     | 1972-05-07 | Real Oviedo         | 4  | 0 | 0 | 30 | 12 |
| Peter Dzúrik       | 1968-12-29 | 1. FC Košice        | 3  | 3 | 0 | 12 | 0  |
| Vladislav Zvara    | 1971-12-11 | 1. FC Košice        | 3  | 0 | 0 | 26 | 0  |
| Róbert Hanko       | 1976-12-28 | Ozeta Dukla Trencin | 2  | 1 | 0 | 3  | 0  |
| Peter Slicho       | 1974-01-31 | 1. FC Košice        | 0  | 4 | 0 | 4  | 0  |
| Anton Suchý        | 1972-01-01 | ZTS Dubnica         | 0  | 2 | 0 | 2  | 0  |
| Norbert Hrncar     | 1970-06-09 | Slovan Bratislava   | 0  | 1 | 0 | 2  | 0  |
| Aanval             |            |                     |    |   |   |    |    |
| Martin Fabuš       | 1976-11-11 | Sigma Olomouc       | 7  | 0 | 2 | 14 | 3  |
| Jozef Majoroš      | 1970-03-19 | Aris Thessaloniki   | 6  | 0 | 0 | 23 | 5  |
| Vladimír Kožuch    | 1975-10-15 | Slovan Liberec      | 4  | 5 | 1 | 9  | 1  |
| Jozef Kožlej       | 1973-07-08 | 1. FC Košice        | 2  | 1 | 0 | 16 | 1  |
| Szilárd Németh     | 1977-08-08 | Inter Bratislava    | 2  | 0 | 1 | 14 | 3  |
| Tibor Jančula      | 1969-06-16 | Slovan Bratislava   | 0  | 1 | 0 | 24 | 9  |
| Martin Prohászka   | 1973-08-18 | Sparta Praag        | 0  | 1 | 0 | 1  | 0  |